# Cayratia palmata
Cayratia palmata är en vinväxtart som beskrevs av François Gagnepain. Cayratia palmata ingår i släktet Cayratia och familjen vinväxter. Inga underarter finns listade i Catalogue of Life.